# Héroïde funèbre
 (février 2024).
Si vous disposez d'ouvrages ou d'articles de référence ou si vous connaissez des sites web de qualité traitant du thème abordé ici, merci de compléter l'article en donnant les références utiles à sa vérifiabilité et en les liant à la section « Notes et références ».
L'Héroïde funèbre est un poème symphonique de Franz Liszt, composé en 1849-1850.
Marqué par la vague révolutionnaire qui a traversé l'Europe en 1848-1849, Liszt reprit les ébauches d'une vaste Symphonie révolutionnaire qu'il avait esquissée au moment de la révolution de 1830. Celle-ci devait comporter cinq mouvements, mais seul le premier avait été achevé et l'œuvre était demeurée à l'état d'esquisses. C'est ce mouvement que Liszt retravailla. Il en fit une grande marche funèbre, un hymne à la mémoire des morts de tous les pays, la rapprochant ainsi beaucoup dans l'esprit et la conception de la Symphonie funèbre et triomphale de Berlioz, composée en 1840. Comme dans celle-ci, les percussions et les instruments militaires ont la place la plus importante ; une trompette suggère brièvement La Marseillaise.
Liszt reprit plus tard cette pièce, en 1854, et lui apportant des modifications mineures la nomma Poème symphonique no 8. Elle fut créée à Breslau en 1857.